# دونالد ماكفيرسون (مصور)
دونالد ماكفيرسون (بالإنجليزية: Donald McPherson)‏ هو مصور أمريكي، ولد في 11 مارس 1969 في ميامي في الولايات المتحدة.